# Pitharatus junghuhni
Pitharatus junghuhni là một loài nhện trong họ Araneidae.
Loài này thuộc chi Pitharatus. Pitharatus junghuhni được Carl Ludwig Doleschall miêu tả năm 1859.